# Erik Johnsen
Erik Stein Johnsen (Oslo, 4 de julio de 1965) es un deportista noruego que compitió en salto en esquí. 
Participó en los Juegos Olímpicos de Calgary 1988, obteniendo dos medallas, plata en el trampolín grande individual y bronce en el trampolín grande por equipo (junto con Ole Christian Eidhammer, Jon Kjørum y Ole Gunnar Fidjestøl).

## Palmarés internacional
| Juegos Olímpicos | Juegos Olímpicos | Juegos Olímpicos  | Juegos Olímpicos |
| Año              | Lugar            | Medalla           | Prueba           |
| ---------------- | ---------------- | ----------------- | ---------------- |
| 1988             | Calgary (Canadá) | Medalla de plata  | TG individual    |
| 1988             | Calgary (Canadá) | Medalla de bronce | TG por equipos   |